# HMS Prince of Wales (1794)
Pour les autres navires du même nom, voir HMS Prince of Wales.
Le HMS Prince of Wales est un vaisseau de ligne de 2e rang portant 98 canons en service dans la Royal Navy pendant les guerres de la Révolution française et les guerres napoléoniennes.

## Construction, conception et armement
Le HMS Prince of Wales est le deuxième et dernier navire de la classe Boyne. Commandé le 29 novembre 1783 et construit par le chantier naval de Portsmouth à partir de mai 1784, il est lancé le 28 juin 1794. Long de 182 pieds et 3 pouces (soit environ 55,55 m), large de 50 pieds et 3 pouces (soit environ 15,32 m) et d'un tirant d'eau de 21 pieds et 9 pouces (soit environ 6,63 m), il déplace 2 024 tons.
Le pont-batterie principal est armé avec 28 canons de 32 livres, le pont-batterie intermédiaire avec 30 canons de 18 livres et le pont-batterie supérieur avec 30 canons de 12 livres. Le navire embarque de plus 8 canons de 12 livres sur ses bastingages et 2 canons de 12 livres sur son gaillard d'avant. L'ensemble totalise 98 canons et une bordée de 1 916 livres.

## Service actif
Au printemps 1795, le HMS Pince of Wales est le navire-amiral de l'amiral Henry Harvey qui commande une division en mer du  Nord. Le vaisseau est présent à la bataille de Groix mais n'est pas engagé dans le combat.
En 1805, il porte la marque du vice-amiral Robert Calder à la bataille des Quinze-Vingt. Lorsque Horatio Nelson vient prendre le commandement de l'escadre britannique bloquant le port de Cadix, il reçoit l'ordre de renvoyer le vice-amiral Calder en Angleterre pour son passage en cour martiale à la suite de cette bataille. Par considération pour son rang, Nelson refuse de l'embarquer sur une frégate et le renvoie à bord du HMS Prince of Wales, qui n'est donc pas présent à la bataille de Trafalgar.
En 1807, le HMS Prince of Wales est le navire-amiral de l'amiral Gambier lors de la bataille de Copenhague.
En 1813, le navire sert en mer Méditerranée.
Le HMS Prince of Wales est démoli en décembre 1822